# Oyashio-Klasse
Die Oyashio-Klasse (japanisch おやしお型潜水艦 Oyashio-gata Sensuikan) ist eine Klasse von elf konventionellen U-Booten der japanischen Maritimen Selbstverteidigungsstreitkräfte (JMSDF). Sie ist die zweite Klasse mit diesem Namen in der JMSDF. Namensvorgänger war ein Einzelschiff, welche das erste nach dem Zweiten Weltkrieg gebaute U-Boot Japans war.

## Allgemeines
Die in den Jahren 1998 bis 2008 in Dienst gestellten Boote der Oyashio-Klasse sind eine vergrößerte Version der vorhergehenden Harushio-Klasse und lösten die Boote der Yūshio-Klasse ab. Die Vergrößerung erfolgte, um Raum für ein Seitenantennen-Sonar (FAS – Flankarray Sonar) zu schaffen.
Seit März 2015 bzw. Februar 2017 dienen die zwei ältesten Boote (Oyashio und Michishio) als Schul-U-Boote. In Zukunft wird die Klasse, wie schon die Harushio-Klasse, teilweise durch die nachfolgende Sōryū-Klasse ersetzt.

## Einheiten
| Kennung          | Name                 | Bauwerft  | Kiellegung       | Stapellauf         | Indienststellung | Außerdienststellung | Bemerkungen                                                   |
| ---------------- | -------------------- | --------- | ---------------- | ------------------ | ---------------- | ------------------- | ------------------------------------------------------------- |
| SS-590/ TSS-3608 | Oyashio (おやしお)   | KHI, Kōbe | 26. Januar 1994  | 15. Oktober 1996   | 16. März 1998    | 17. März 2023       | Schul-U-Boot von 6. März 2015 bis zur Außerdienststellung     |
| SS-591/ TSS-3609 | Michishio (みちしお) | MHI, Kōbe | 16. Februar 1995 | 18. September 1997 | 10. März 1999    | 14. März 2025       | Schul-U-Boot von 27. Februar 2017 bis zur Außerdienststellung |
| SS-592           | Uzushio (うずしお)   | KHI, Kōbe | 6. März 1996     | 26. November 1998  | 9. März 2000     |                     |                                                               |
| SS-593/ TSS-3610 | Makishio (まきしお)  | MHI, Kōbe | 26. März 1997    | 22. September 1999 | 29. März 2001    |                     | Schul-U-Boot seit dem 17. März 2023                           |
| SS-594/ TSS-3611 | Isoshio (いそしお)   | KHI, Kōbe | 9. März 1998     | 27. November 2000  | 14. März 2002    |                     | Schul-U-Boot seit dem 14. März 2025                           |
| SS-595           | Narushio (なるしお)  | MHI, Kōbe | 2. April 1999    | 4. Oktober 2001    | 3. März 2003     |                     |                                                               |
| SS-596           | Kuroshio (くろしお)  | KHI, Kōbe | 27. März 2000    | 23. Oktober 2002   | 8. März 2004     |                     |                                                               |
| SS-597           | Takashio (たかしお)  | MHI, Kōbe | 30. Januar 2001  | 1. Oktober 2003    | 9. März 2005     |                     |                                                               |
| SS-598           | Yaeshio (やえしお)   | KHI, Kōbe | 15. Januar 2002  | 4. November 2004   | 9. März 2006     |                     |                                                               |
| SS-599           | Setoshio (せとしお)  | MHI, Kōbe | 23. Januar 2003  | 5. Oktober 2005    | 28. Februar 2007 |                     |                                                               |
| SS-600           | Mochishio (もちしお) | KHI, Kōbe | 23. Februar 2004 | 6. November 2006   | 6. März 2008     |                     |                                                               |